# Pressburg-Tyrnauer Eisenbahn

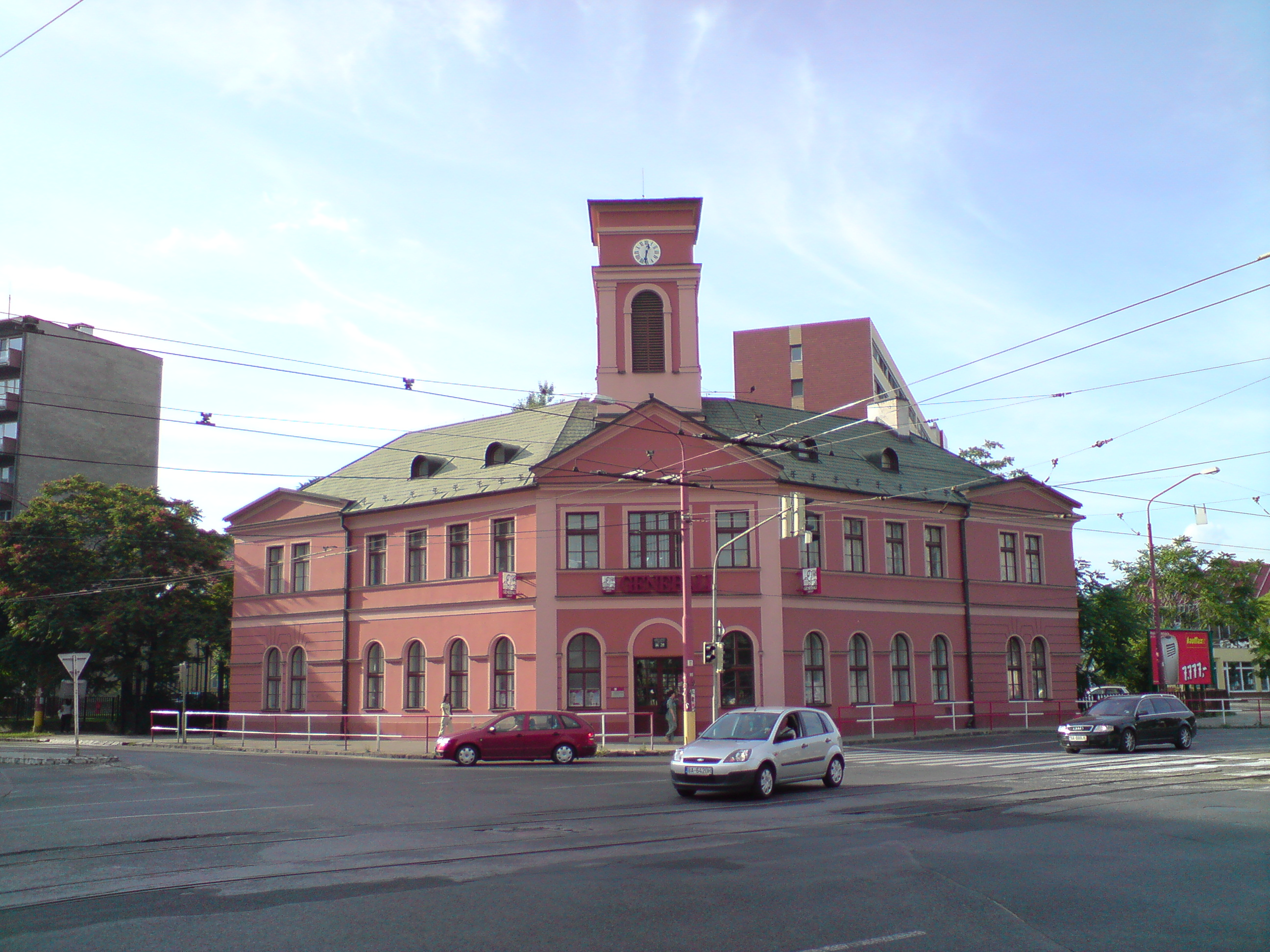
Ehemaliges Empfangsgebäude der Pressburg-Tyrnauer Eisenbahn in Bratislava

Die Pressburg-Tyrnauer Eisenbahn (alt: Preßburg-Tyrnauer Eisenbahn) war eine historische Pferdebahnstrecke und die erste Bahnstrecke im Königreich Ungarn sowie der heutigen Slowakei. Sie verlief von Pressburg (heute slowakisch Bratislava) über Tyrnau (Trnava) mit einer Verlängerung nach Szered (Sereď) und erreichte eine Länge von 63 km oder ungefähr acht österr. Postmeilen, mit Spurweite 1450 mm.
1872 wurde der Pferdebahnverkehr eingestellt und die Bahnstrecke zur reinen Lokomotivbahn nachgerüstet, die 1873 in Betrieb ging. Heute verlaufen ein Teil der Bahnstrecke Bratislava–Žilina und die ganze Bahnstrecke Trnava–Sereď auf der Trasse der ehemaligen Pferdebahn.

## Geschichte

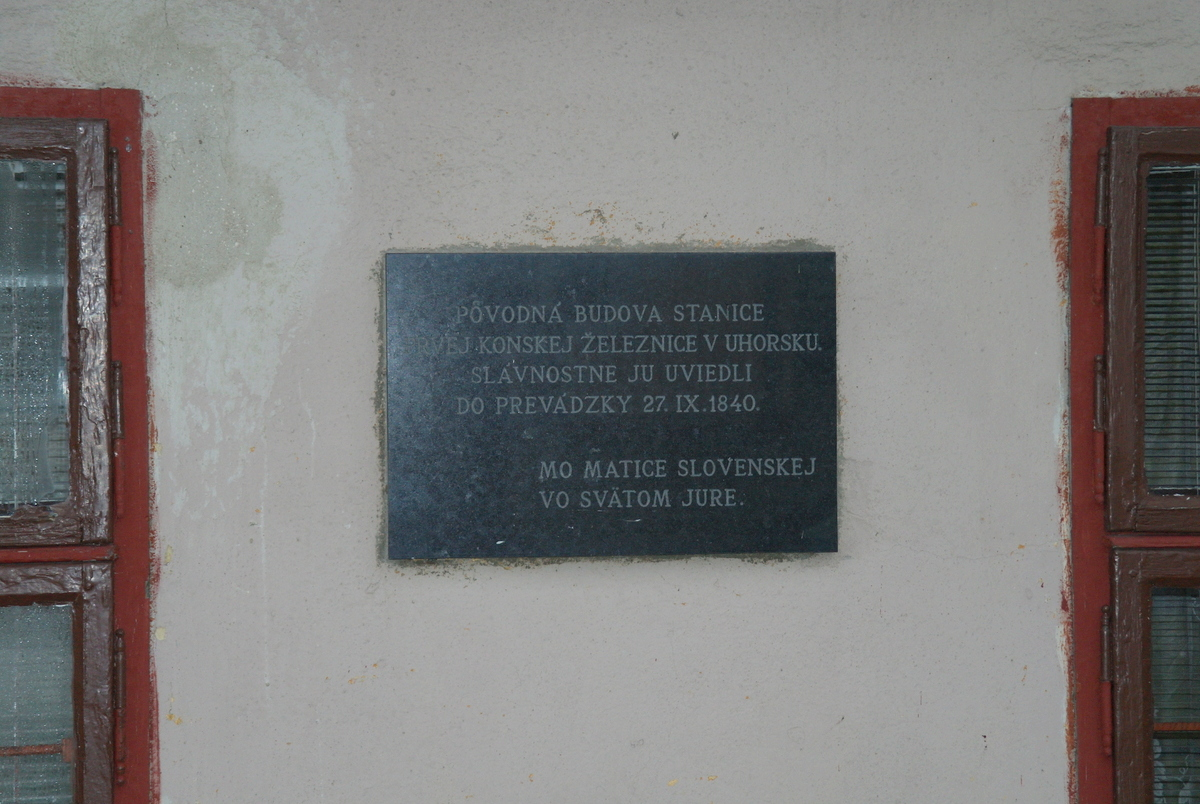
Denktafel am historischen Empfangsgebäude in Svätý Jur

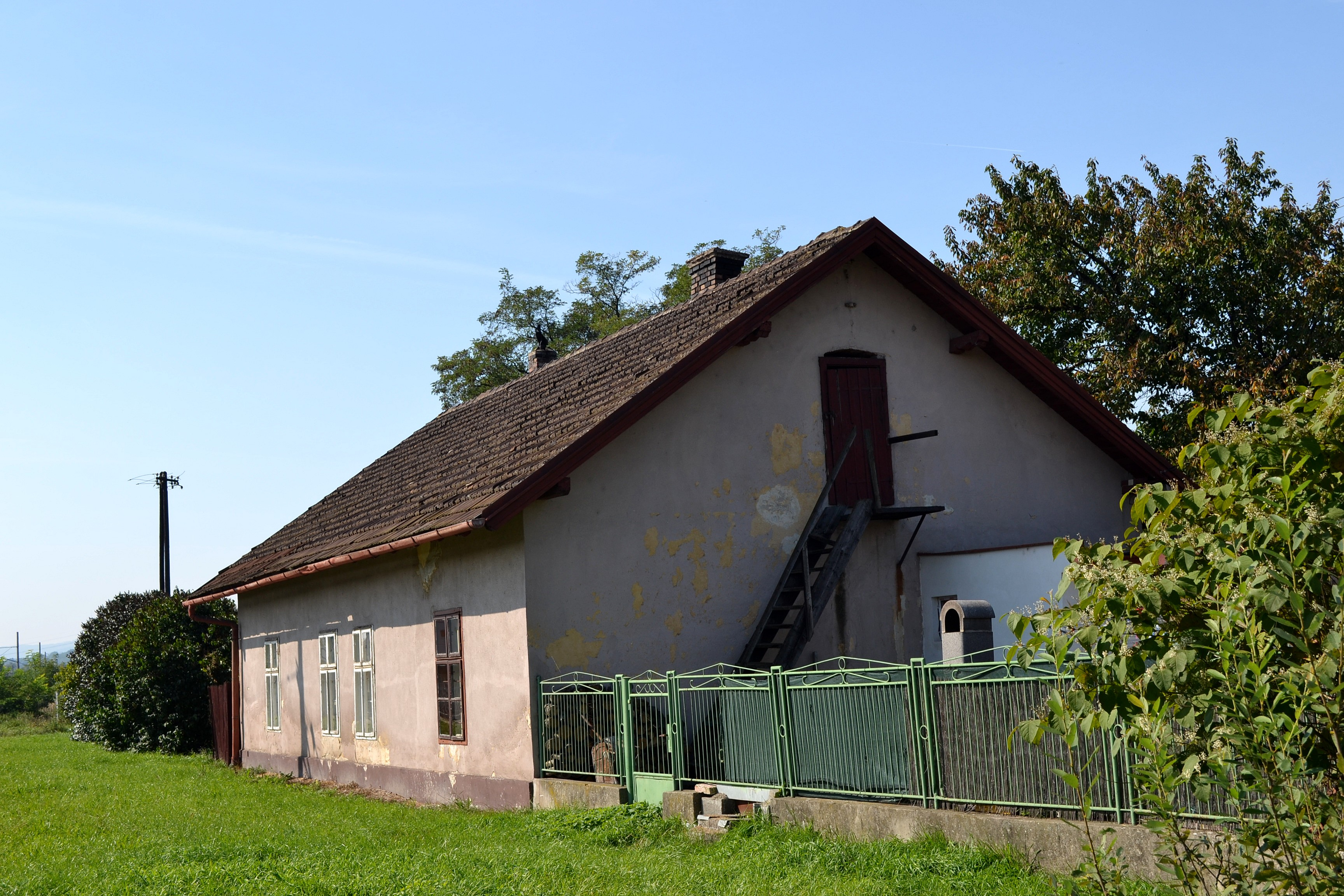
Historisches Empfangsgebäude in Svätý Jur

Im damaligen Kaisertum Österreich gab es bereits die 1830 eröffnete Pferdebahn Prag–Lana sowie die zwischen 1827 und 1836 abschnittsweise eröffnete Pferdeeisenbahn Budweis–Linz–Gmunden. 1836 gründeten 17 Gutsbesitzer und Großhändler, angeführt durch den Freiherrn Georg Wilhelm Walterskirchen, eine Initiative, die den Bau einer solchen Eisenbahnlinie vorschlug. Sie beauftragte Matthias Schönerer, der schon den Bau der Südrampe der Pferdebahn Budweis–Linz leitete, mit der Terrainuntersuchung. Nach dem positiven Gutachten begannen die Vermessungsarbeiten. Die erste Generalversammlung der Gesellschaft Erste Ungarische Preßburg-Tyrnauer Eisenbahn fand am 22. Januar 1838 statt, das Gründungskapital betrug 500.000 Gulden, ausgegeben in 2500 Aktien zu je 200 Gulden.
Nach der Erteilung der Baugenehmigung am 6. März 1839 durch den König Ferdinand V. begannen sogleich die Bauarbeiten und der erste, 15 km lange Abschnitt ging am 27. September 1840 (nach einigen Quellen am 4. Oktober 1840) zwischen Pressburg und St. Georgen (Svätý Jur) in Betrieb, die Weiterführung nach Bösing (Pezinok) folgte am 30. Juni 1841. Finanzielle und technische Schwierigkeiten verzögerten den Weiterbau, nachdem es sich herausgestellt hatte, dass die ursprünglich veranschlagten Baukosten unterschätzt wurden. Auch die weitere Aktienemission brachte nur bescheidenen Erfolg, sodass die Bauarbeiten bis 1844 eingestellt wurden. Erst nachdem der Graf Karl Esterházy sich für die Verlängerung nach Szered engagiert hatte, unter anderem wegen der Verbindung seiner dortigen Ländereien mit Pressburg und Österreich, konnte die Gesellschaft die Bauarbeiten wieder aufnehmen. Am 19. Oktober 1845 erreichten die Gleise Schenkwitz (Šenkvice), noch im Dezember wurden Báhony (Báhoň) und Cziffer (Cífer) angeschlossen und die ganze Strecke nach Tyrnau wurde am 1. Juni 1846 feierlich eröffnet. Die Verlängerung nach Szered folgte am 1. November 1846 (nach einigen Quellen erst am 11. Dezember 1846). Die Baukosten beliefen sich auf 1,2 Mio. Gulden. Entgegen der ursprünglichen Planung wurde die Stadt Modern (Modra) nicht an die Bahnstrecke angeschlossen, weil der Magistrat wegen der Befürchtungen um „unmoralisches Verhalten“ den Eisenbahnbau ablehnte.
Der Bahnbetrieb war jedoch nicht so erfolgreich wie erwartet, und die Gesellschaft musste weitere Ausbaupläne, wie etwa nach Neutra (Nitra), aufgeben. Den höchsten Gewinn erzielte sie 1850, danach gingen die Erlöse konstant zurück. Deshalb überlegte man, auf Dampfbetrieb umzustellen, wegen der hohen Kosten von mindestens 200.000 Gulden kam es dazu nicht mehr.
Die Gesellschaft wurde von den Waagtalbahn im Jahr 1871 erworben und der Betrieb der Pferdebahn am 10. Oktober 1872 eingestellt. Da der Unterbau bereits für einen eventuellen Lokomotivbetrieb vorbereitet war, konnte der Umbau zwischen Pressburg und Tyrnau schon 1873 abgeschlossen werden. Die Verlängerung nach Szered wurde erst 1876 zur Lokomotivbahn umgebaut.

## Die Trasse

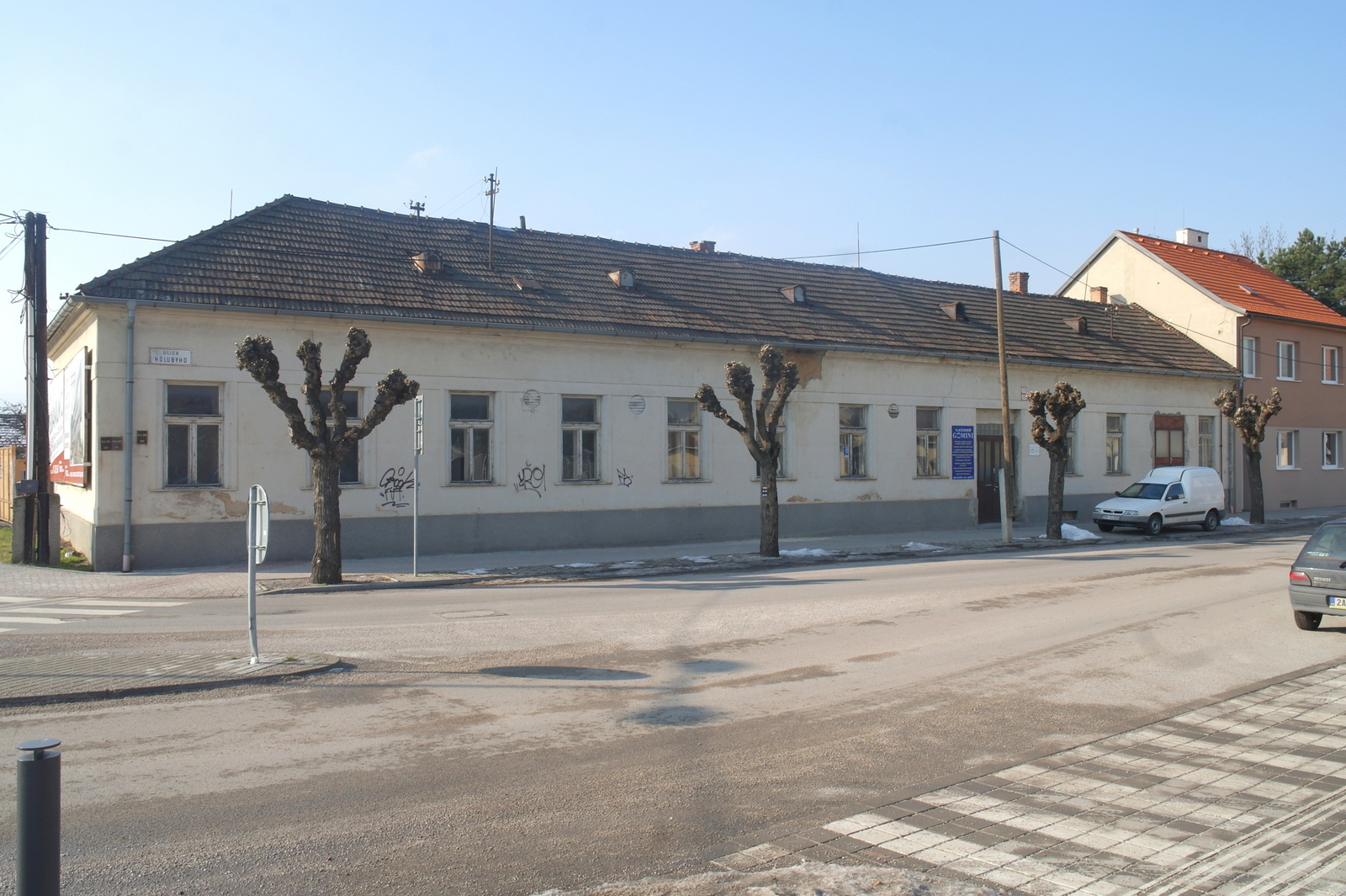
Empfangsgebäude in Pezinok

Die Trasse der ursprünglichen Eisenbahn begann nahe dem damaligen Krönungshügelplatz in Pressburg bei der Gaststätte Zum grünen Baum (heute Teil des Hotels Carlton) und verlief entlang dem Donauufer und damaligem Mühlauer Arm, folgte den heutigen Straßen Dostojevského rad und Karadžičova und berührte den Rand des Andreas-Friedhofs. Bei der Kreuzung der Straßen Krížna (deutsch Kreuzgasse) und Legionárska entstand ein Bahnhof, dessen Empfangsgebäude bis heute steht. Im weiteren Verlauf folgte sie in ungefähr nordöstlicher Richtung dem Verlauf der Straße nach Ratzersdorf (Rača) am Fuße der Kleinen Karpaten und streifte den Rand des Feuchtgebiets Šúr (deutsch St. Georger Schur) sowie der Orte St. Georgen, Grünau (Grinava) und Bösing, bevor die Trasse einen Knick nach Osten Richtung Schenkwitz machte. Hinter Schenkwitz wand sich die Bahn wieder nach Nordosten, überquerte die Täler bei Báhony und Cziffer mit zwei Bogenbrücken, bevor die Strecke die Stadt Tyrnau erreichte. Die Verlängerung von dort ging nach Südosten, überquerte den Fluss Dudváh bei Keresztúr (Križovany nad Dudváhom) mit einer ungefähr 150 m langen Holzbrücke und endete in der Stadt Szered (Sereď) am Waagufer.

## Betriebliches
Bahnhöfe der Pressburg-Tyrnauer Eisenbahn standen in Pressburg, Ratzersdorf, Wajnor (Vajnory), St. Georgen, Grünau, Bösing, Schenkwitz, Báhony, Cziffer, Tyrnau, Keresztúr und Szered. Umspannplätze gab es in Ratzersdorf, Bösing, Schenkwitz und Cziffer. Personenverkehr (mit drei Klassen) war nachrangig, die Bahn sollte in erster Linie zum schnelleren Transport von landwirtschaftlichen Erzeugnissen dienen, mit der Verlängerung nach Szered kamen auch die an der Waag geflößten Baumaterialien und Holz hinzu. Eine Fahrt von Pressburg nach Tyrnau im Wagen 3. Klasse kostete 1846 36 Kreuzer, später gestiegen auf 40 (1849), 54 (1853) und 123 Kreuzer (1868).
Gemäß der Fahrordnung von 1853 gab es drei tägliche Zugpaare, mit der Abfahrt in Pressburg um 7:00, 15:00 und 17:30 Uhr. Alleine der Nachmittagszug verkehrte auf der ganzen Trasse nach Szered. In der Gegenrichtung fuhren zwei Züge um 4:00 und 14:45 Uhr von Tyrnau sowie um 5:15 Uhr von Szered ab. Die Reisezeit von Pressburg nach Tyrnau betrug 4:15 h, nach Szered 5:30 h. In den Wintermonaten verkehrte der Abendzug von Pressburg nur nach Bösing und entsprechend nahm der morgendliche Zug nach Pressburg seine Fahrt dort auf.
1869 hatte die Gesellschaft 20 Personenwagen, fast 160 Güterwagen sowie mehr als 100 Pferde zur Verfügung. Üblicherweise verkehrten Personenzüge mit zwei und Güterzüge mit sechs Wagen, wobei die Tragkraft bei Personenzügen 1800 kg, bei Güterzügen 6000 kg betrug.

## Heute
Aus der alten Pferdebahn ist vom Rollmaterial und Gleisen nichts geblieben. Das Empfangsgebäude des Bahnhofs in Bratislava (ohne Gleisanlagen) an der Kreuzung der Straße Krížna und Legionárska existiert bis heute und eine Abbildung ziert das Wappen des Stadtteils Nové Mesto. Auch die historischen Empfangsgebäude in Svätý Jur und Pezinok sind erhalten geblieben, das Empfangsgebäude in Trnava fiel 1941 dem zweigleisigen Ausbau der Bahnstrecke von Bratislava nach Leopoldov zum Opfer.